# Centistes shufanus
Centistes shufanus är en stekelart som beskrevs av Sergey A. Belokobylskij 2000. Centistes shufanus ingår i släktet Centistes och familjen bracksteklar. Inga underarter finns listade.